# Rustam Minnichanov
Rustam Nurgalievič Minnichanov (in russo Рустам Нургалиевич Минниханов? in tataro Рөстәм Нургали улы Миңнеханов, Röstäm Nurgali ulı Miñnexanov; Novyj Ariš, 1º marzo 1957) è un politico russo.
Dal 25 marzo 2010 è il Presidente in carica del Tatarstan.

## Biografia
Rustam Minnichanov è nato da una famiglia di origini tatare nel villaggio di Yaña Arış, distretto di Rybno-Slobodskj, nell'allora RSSA Tatara. Si è laureato in ingegneria meccanica presso l'istituto agricolo di Kazan' nel 1978. È sposato e ha avuto due figli. Suo figlio Irek è morto nello schianto del volo Tatarstan Airlines 363.

## Carriera politica
Nel novembre 1996 è stato nominato ministro delle Finanze del Tatarstan e il 10 luglio 1998 è stato nominato governatore; il presidente russo Dmitrij Medvedev lo ha nominato presidente del Tatarstan a decorrere dal 25 marzo 2010.